# Историја математике
Подручје студија познато као историја математике првенствено је истраживање порекла открића у математици и, у мањој мери, истраживање математичких метода и нотација прошлости. Пре модерног доба и ширења знања широм света, писани примери нових математичких достигнућа изашли су на видело само на неколико локација. Од 3000. године п. н. е, месопотамијске државе Сумер, Акад и Асирија, праћене древним Египтом и левантинском државом Ебла, почеле су да користе аритметику, алгебру и геометрију у сврхе опорезивања, привреде, трговине, као и у проницању патерна у природи, на подручју астрономије и да бележе време и формулишу календаре.
Тешко је са сигурношћу тврдити када је и шта је почетак математике. Највероватније је да је то бројање. Оно што са сигурношћу можемо тврдити, на основу археолошких ископавања, је да у Египту и Месопотамији имамо прве писане податке нечега што можемо подвести под математичке списе. У Египту (види староегипатска математика) су то листови папируса (Рајндов папирус) а у Месопотамији глинене плочице.
Египћани и Стари Сумери су математику развијали за практичне потребе, највише за премеравање земље после изливања Нила, градњу канала, положај звезда, грађевинарство, итд. Треба напоменути да су Египћани знали за Питагорину теорему, али не у њеном облику c² = a² + b² већ као одређене једнакости. Примера ради ако су имали правоугли троугао са катетама 3 и 4 знали су да је хипотенуза 5, овај троугао се и данас назива египатски троугао. 
Потом развој математике преузимају Стари Грци, који математици дају нову димензију односно почиње развој апстрактне математике, тј. математике која нема директну практичну примену. Они су први засновали аксиоматски приступ математици. Грци се највише баве геометријом, али и алгебром. За Грке је математика основа свега, па је тако на улазу у Академију стајао натпис: „Нека не улази онај који не зна геометрију“. Еуклидови „Елементи“ је књига која је представљала најбољи уџбеник из области геометрије све до краја 19. века и Хилберта. Геометрија је после Хеленистичког периода таворила све до Лобачевског.
Исто тако постојала је математика и у Кини и Индији. Бројеви којима данас пишемо су дошли до Европе из Индије захваљујући Арапима. У средњем веку долази до престанка бављења математиком у хришћанском свету, па тако Јустинијан I забрањује рад Академији. Истовремено долази до процвата арапске математике. Почетком ренесансе и математика оживљава у Европи.

### Образовни материјал
- MacTutor History of Mathematics archive (John J. O'Connor and Edmund F. Robertson; University of St Andrews, Scotland). An award-winning website containing detailed biographies on many historical and contemporary mathematicians, as well as information on notable curves and various topics in the history of mathematics.
- History of Mathematics Home Page (David E. Joyce; Clark University). Articles on various topics in the history of mathematics with an extensive bibliography.
- The History of Mathematics (David R. Wilkins; Trinity College, Dublin). Collections of material on the mathematics between the 17th and 19th century.
- Earliest Known Uses of Some of the Words of Mathematics (Jeff Miller). Contains information on the earliest known uses of terms used in mathematics.
- Earliest Uses of Various Mathematical Symbols (Jeff Miller). Contains information on the history of mathematical notations.
- Mathematical Words: Origins and Sources (John Aldrich, University of Southampton) Discusses the origins of the modern mathematical word stock.
- Biographies of Women Mathematicians (Larry Riddle; Agnes Scott College).
- Mathematicians of the African Diaspora (Scott W. Williams; University at Buffalo).
- Notes for MAA minicourse: teaching a course in the history of mathematics. (2009) Архивирано на веб-сајту  (1. децембар 2018) (V. Frederick Rickey & Victor J. Katz).

### Библиографије
- A Bibliography of Collected Works and Correspondence of Mathematicians archive dated 2007/3/17 (Steven W. Rockey; Cornell University Library).

### Организације
- International Commission for the History of Mathematics

### Часописи
- Historia Mathematica
- Convergence Архивирано на веб-сајту  (8. септембар 2020), the Mathematical Association of America's online Math History Magazine
- History of Mathematics Архивирано на веб-сајту  (4. октобар 2006) Math Archives (University of Tennessee, Knoxville)
- History/Biography Архивирано на веб-сајту  (7. мај 2007) The Math Forum (Drexel University)
- History of Mathematics (Courtright Memorial Library).
- History of Mathematics Web Sites Архивирано на веб-сајту  (25. мај 2009) (David Calvis; Baldwin-Wallace College)
- History of mathematics на веб-сајту  (језик: енглески)
- Historia de las Matemáticas (Universidad de La La guna)
- História da Matemática (Universidade de Coimbra)
- Using History in Math Class
- Mathematical Resources: History of Mathematics (Bruno Kevius)
- History of Mathematics (Roberta Tucci)